# Kotiujanî, Murovani Kurîlivți
Kotiujanî (în ucraineană Котюжани) este localitatea de reședință a comunei Kotiujanî din raionul Murovani Kurîlivți, regiunea Vinnița, Ucraina.

## Demografie
Componența lingvistică a localității Kotiujanî
     Ucraineană (98,89%)
     Rusă (1,11%)
Conform recensământului din 2001, majoritatea populației localității Kotiujanî era vorbitoare de ucraineană (98,89%), existând în minoritate și vorbitori de rusă (1,11%).